# Advan Kadušić
Advan Kadušić ([ǎdʋaːn kǎduʃitɕ]; Zenica, 14 ottobre 1997) è un calciatore bosniaco, difensore dell'Istria 1961.

## Caratteristiche tecniche
È un terzino destro.

## Carriera

### Club
Cresciuto nel settore giovanile del Sarajevo, ha esordito in prima squadra il 18 ottobre 2015 disputando l'incontro di Premijer Liga vinto 4-1 contro il Velež Mostar.

### Nazionale
Nel settembre 2020 ha ricevuto la prima convocazione da parte della nazionale bosniaca, debuttando in occasione dell'incontro di UEFA Nations League 2020-2021 pareggiato 0-0 contro i Paesi Bassi.

## Statistiche
Statistiche aggiornate al 14 ottobre 2020.

### Presenze e reti nei club
| Stagione               | Squadra                | Campionato             | Campionato | Campionato | Coppe nazionali | Coppe nazionali | Coppe nazionali | Coppe continentali | Coppe continentali | Coppe continentali | Altre coppe | Altre coppe | Altre coppe | Totale | Totale | Totale |
| Stagione               | Squadra                | Comp                   | Pres       | Reti       | Comp            | Pres            | Reti            | Comp               | Pres               | Reti               | Comp        | Pres        | Reti        | Pres   | Reti   |        |
| ---------------------- | ---------------------- | ---------------------- | ---------- | ---------- | --------------- | --------------- | --------------- | ------------------ | ------------------ | ------------------ | ----------- | ----------- | ----------- | ------ | ------ | ------ |
| 2015-2016              | Sarajevo               | PL                     | 13         | 0          | CB              | 2               | 0               |                    | -                  | -                  |             | -           | -           | 15     | 0      |        |
| 2016-2017              | Sarajevo               | PL                     | 18         | 1          | CB              | 3               | 0               |                    | -                  | -                  |             | -           | -           | 21     | 1      |        |
| 2017-gen. 2018         | Sarajevo               | PL                     | 7          | 0          | CB              | 0               | 0               | UEL                | 2                  | 1                  |             | -           | -           | 9      | 1      |        |
| Totale Sarejevo        | Totale Sarejevo        | Totale Sarejevo        | 38         | 1          |                 | 5               | 0               |                    | 2                  | 1                  |             | -           | -           | 45     | 2      |        |
| gen.-giu. 2018         | Zrinjski Mostar        | PL                     | 10         | 0          | CB              | 0               | 0               |                    | -                  | -                  |             | -           | -           | 10     | 0      |        |
| 2018-2019              | Zrinjski Mostar        | PL                     | 24         | 0          | CB              | 2               | 0               | UCL+UEL            | 0+3                | 0                  |             | -           | -           | 29     | 0      |        |
| 2019-gen. 2020         | Zrinjski Mostar        | PL                     | 15         | 0          | CB              | 0               | 0               | UEL                | 5                  | 0                  |             | -           | -           | 20     | 0      |        |
| Totale Zrinjski Mostar | Totale Zrinjski Mostar | Totale Zrinjski Mostar | 49         | 0          |                 | 2               | 0               |                    | 8                  | 0                  |             | -           | -           | 59     | 0      |        |
| gen.-giu. 2020         | Celje                  | PL                     | 16         | 2          | CS              | 0               | 0               |                    | -                  | -                  |             | -           | -           | 16     | 2      |        |
| 2020-2021              | Celje                  | PL                     | 4          | 0          | CS              | 0               | 0               | UCL+UEL            | 2+0                | 0                  |             | -           | -           | 6      | 0      |        |
| Totale Celje           | Totale Celje           | Totale Celje           | 20         | 2          |                 | 0               | 0               |                    | 2                  | 0                  |             | -           | -           | 22     | 2      |        |
| Totale carriera        | Totale carriera        | Totale carriera        | 107        | 3          |                 | 7               | 0               |                    | 12                 | 1                  |             | -           | -           | 126    | 4      |        |

### Cronologia presenze e reti in nazionale
| Cronologia completa delle presenze e delle reti in nazionale ― Bosnia ed Erzegovina | Cronologia completa delle presenze e delle reti in nazionale ― Bosnia ed Erzegovina | Cronologia completa delle presenze e delle reti in nazionale ― Bosnia ed Erzegovina | Cronologia completa delle presenze e delle reti in nazionale ― Bosnia ed Erzegovina | Cronologia completa delle presenze e delle reti in nazionale ― Bosnia ed Erzegovina | Cronologia completa delle presenze e delle reti in nazionale ― Bosnia ed Erzegovina | Cronologia completa delle presenze e delle reti in nazionale ― Bosnia ed Erzegovina | Cronologia completa delle presenze e delle reti in nazionale ― Bosnia ed Erzegovina |
| Data                                                                                | Città                                                                               | In casa                                                                             | Risultato                                                                           | Ospiti                                                                              | Competizione                                                                        | Reti                                                                                | Note                                                                                |
| ----------------------------------------------------------------------------------- | ----------------------------------------------------------------------------------- | ----------------------------------------------------------------------------------- | ----------------------------------------------------------------------------------- | ----------------------------------------------------------------------------------- | ----------------------------------------------------------------------------------- | ----------------------------------------------------------------------------------- | ----------------------------------------------------------------------------------- |
| 11-10-2020                                                                          | Zenica                                                                              | Bosnia ed Erzegovina                                                                | 0 – 0                                                                               | Paesi Bassi                                                                         | UEFA Nations League 2020-2021 - 1º turno                                            | -                                                                                   | 44’ 46’                                                                             |
| 12-11-2020                                                                          | Sarajevo                                                                            | Bosnia ed Erzegovina                                                                | 0 – 2                                                                               | Iran                                                                                | Amichevole                                                                          | -                                                                                   | 78’                                                                                 |
| 18-11-2020                                                                          | Sarajevo                                                                            | Bosnia ed Erzegovina                                                                | 0 – 2                                                                               | Italia                                                                              | UEFA Nations League 2020-2021 - 1º turno                                            | -                                                                                   | 65’ 82’                                                                             |
| Totale                                                                              |                                                                                     | Presenze                                                                            | 3                                                                                   |                                                                                     | Reti                                                                                | 0                                                                                   |                                                                                     |

## Palmarès

### Club
- Campionato bosniaco: 1

Zrinjski Mostar: 2017-2018
- Campionato sloveno: 1

Celje: 2019-2020